# 青年の肖像 (ロッソ・フィオレンティーノ)
『青年の肖像』（せいねんのしょうぞう、伊: Ritratto di giovane uomo）は、イタリアのマニエリスム期の画家、ロッソ・フィオレンティーノが1517-1518年ごろに制作した板上の油彩画である。現在、ベルリン絵画館に所蔵されている。
ヴァザーリは、『画家・彫刻家・建築家列伝』の中で、おそらくロッソが1521年にヴォルテッラに向けて出発する前に制作された、多くの肖像画をフィレンツェで見ることができると簡単に述べている。本作はそのうちの一点であると考えられている。ロッソへの帰属は、アントニオ・ナターリがロッソによる初期の真作として特定した2006年まで不確かであった。

## 主題
1900年代初頭には、ロッソの自画像であると考えられていたが、他の資料は、代わりにピオンビーノの君主、ヤコポ・V・アッピアーニであることを示しており、1516〜1520年の都市国家ピオンビーノでのロッソの長期滞在に関連していると主張している。この期間にロッソは『死せるキリスト』を制作した。